# Веджфілд (Південна Кароліна)
Веджфілд (англ. Wedgefield) — переписна місцевість (CDP) в США, в окрузі Самтер штату Південна Кароліна. Населення — 1507 осіб (2020).

## Географія
Веджфілд розташований за координатами 33°52′51″ пн. ш. 80°30′57″ зх. д. / 33.88083° пн. ш. 80.51583° зх. д. (33.880853, -80.515874).  За даними Бюро перепису населення США в 2010 році переписна місцевість мала площу 22,26 км², з яких 21,96 км² — суходіл та 0,29 км² — водойми.

## Демографія
Згідно з переписом 2010 року, у переписній місцевості мешкало 1615 осіб у 583 домогосподарствах у складі 429 родин. Густота населення становила 73 особи/км².  Було 653 помешкання (29/км²).
Расовий склад населення:
| - 63,7 % — білих - 32,1 % — чорних або афроамериканців - 1,2 % — азіатів - 0,2 % — корінних американців |

До двох чи більше рас належало 2,4 %. Частка іспаномовних становила 1,8 % від усіх жителів.
За віковим діапазоном населення розподілялося таким чином: 27,8 % — особи молодші 18 років, 59,6 % — особи у віці 18—64 років, 12,6 % — особи у віці 65 років та старші. Медіана віку мешканця становила 37,5 року. На 100 осіб жіночої статі у переписній місцевості припадало 101,4 чоловіків;  на 100 жінок у віці від 18 років та старших — 97,3 чоловіків також старших 18 років.
Середній дохід на одне домашнє господарство  становив 45 700 доларів США (медіана — 35 114), а середній дохід на одну сім'ю — 56 320 доларів (медіана — 43 854). За межею бідності перебувало 26,5 % осіб, у тому числі 27,9 % дітей у віці до 18 років та 9,7 % осіб у віці 65 років та старших.
Цивільне працевлаштоване населення становило 612 осіб. Основні галузі зайнятості: виробництво — 19,4 %, освіта, охорона здоров'я та соціальна допомога — 19,1 %, науковці, спеціалісти, менеджери — 17,6 %.